# Limnophora kuhlowi
Limnophora kuhlowi är en tvåvingeart som beskrevs av Zielke 1974. Limnophora kuhlowi ingår i släktet Limnophora och familjen husflugor. Inga underarter finns listade i Catalogue of Life.